# Svobodné hanzovní město Brémy
Svobodné hanzovní město Brémy (německy Freie Hansestadt Bremen) je spolková země na severu Německa. Do této spolkové země patří dvě města, a to Brémy a od roku 1827 také nově založené přístavní město Bremerhaven. Tato města spolu nehraničí a jsou od sebe 53 km vzdálena. Obě města jsou obklopena územím spolkové země Dolní Sasko a leží na splavné řece Vezeře (německy Weser).

## Obyvatelstvo
Spolková země Svobodné hanzovní město Brémy měla k 31. 12. 2023 celkem 938 500 obyvatel. Ke stejnému datu mělo samotné město Brémy 584 332 obyvatel a přístavní město Bremerhaven 118 323 obyvatel.

## Dějiny

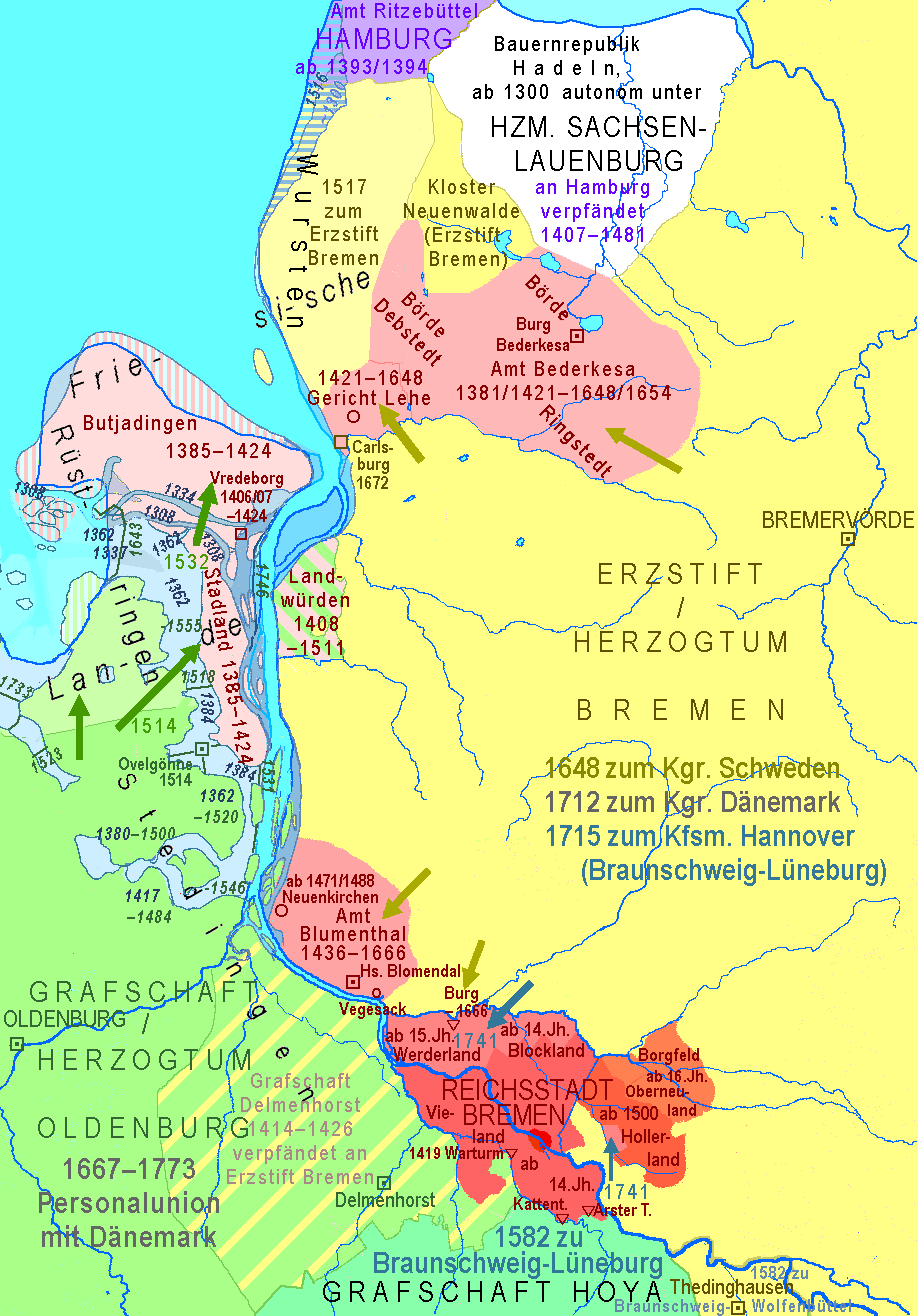
Území patřící k říšskému městu Brémy (červená písmena) ve 14. až 18. století, k tomu delta řeky Vesery

V roce 1186 obdrželo město Brémy od císaře Fridricha I. Barbarossy tzv. Gelnhausenské privilegium (Gelnhauser Privileg), kterým dostalo status říšského města, nikoliv však svobodného říšského města. Od roku 1260 byly Brémy členem obchodního sdružení Hanza, avšak byly pro ostatní členy sdružení často nespolehlivým partnerem, například v boji proti pirátům. Přesto ovlivnilo členství v Hanze významně celou historii města i jeho vývoj. Město bylo prvním sídlem biskupa, který měl rozšiřovat křesťanství po celé Skandinávii. Spojení obou funkcí přineslo velký rozvoj, který byl hospodářsky založen na dovozu obilí z Polska, kůží a dřeva z Ruska a Pobaltí a vývozu řemeslných výrobků ze severního Německa. Bohatnutí přinášelo i lepší možnost městské správy a bezpečnosti obyvatel.
Od 16. století se Brémy se staly centrem protestantství a později i liberalismu. Z brémského okolí pochází světoznámá pohádka „Zvířátka a Petrovští“.
Protože řeka Vezera byla čím dál tím více zanesena pískem, vybudovali v letech 1619 až 1623 nizozemští konstruktéři na vhodném místě první umělý přístav v Německu. Protože však zanášení pískem nadále ohrožovalo lodní přepravu zboží, koupil v roce 1827 tehdejší starosta Brém Johann Smidt pro město od Hannoveru území a násypy na místě vyústění řeky Geeste do tzv. Vnější Vezery (Außenweser). Zde bylo založeno dne 1. května 1827 město pod názvem Bremerhaven. Postupně byly stavěny přístavy, tzv. starý přístav (Alter Hafen) byl dokončen v roce 1830. V současnosti je Bremerhaven jedním z nejdůležitějších přístavů v Německu, mj. pro lodní přepravu kontejnerů.

## Hospodářství
Po vybudování přístavu Bremerhaven, připojeném mocensky i administrativně k brémskému státu, se hospodářský rozvoj obou měst dále prohloubil. Z Bremerhavenu vyplouvaly a do přístavu se vracely zámořské lodě, naložené nejrůznějším zbožím z dalekých zemí. Bremerhaven se stal důležitým překladištěm, zásobujícím město Brémy potřebnými surovinami pro rozvoj obchodu a zpracovatelského řemesla. V 19. století umožnily radikální změny v dopravě spojené s vynálezem parníku a výstavbou železnic velký rozvoj strojového průmyslu. Důležitými surovinami pro Brémy byly mj. kakaové boby a káva. Z Bremerhavenu se také vydávali početní vystěhovalci z východu Evropy za lepším živobytím ve Spojených státech amerických a Argentině.